# Stevo Nikolić
Stevo Nikolić (Bosanski Šamac, 1984. december 4. –) bosnyák válogatott labdarúgó, jelenleg a FK Željezničar Sarajevo játékosa.

## Mérkőzései a bosnyák válogatottban
| #  | Dátum            | Ellenfél     | Eredmény | Kiírás              | Esemény |
| -- | ---------------- | ------------ | -------- | ------------------- | ------- |
| 1. | 2008. január 30. | Japán        | 0 – 3    | barátságos mérkőzés | 46'     |
| 2. | 2008. június 1.  | Azerbajdzsán | 1 – 0    | barátságos mérkőzés | 71' 72' |

## Pályafutása

### Fiatal évei
Stevo Nikolić a bosznia-hercegovinai FK Borac Šamac csapatában kezdte labdarúgó-karrierjét. 15 évesen családjával Belgrádba költözött, ahol a nagy meglepetésre bajnokságot nyert FK Obilić csapatának ifistái közé került, majd a szerb első csapatba küzdötte fel magát.

### FK Modriča Maxima
2004-ben visszatért Boszniába, ahol a bosnyák bajnokság élén végző FK Modričában játszott. Csapatával háromszor végzett a bajnokság élén, Nikolić pedig kétszer lett ekkor bosnyák gólkirály. Ekkor figyelt fel rá a román Oţelul Galaţi, amely végül 2008-ban le is igazolta. Ebben az időszakban került a bosnyák válogatottba, bár csak kétszer lépett pályára.

### Debreceni VSC
2010-ben Nikolić az angol bajnokságban szeretett volna játszani, végül egy rövid boszniai kitérőt követően az ötszörös magyar bajnok Debreceni VSC igazolta le. 2011. június végén próbajátékon szerepelt a DVSC-nél. Július 5-én 4 éves szerződést írt alá.
A debreceni csapat 2011/12-es szezonban történt őszi menetelésében oroszlánrészt vállalt a bosnyák csatár. augusztus 7-én a Kecskemét ellen mutatkozott be a bajnokságban. Két héttel később megszerezte első gólját a Videoton ellen a 60. percben talált be Luis Ramos passzából. Szeptember 18-án gólpasszt adott Adamo Coulibalynak a Paksi FC ellen 4-2-re megnyert bajnoki mérkőzésen. Szeptember 21-én duplázott a Kazincbarcikai SC ellen a Magyar labdarúgókupában. Október 2-án a DVTK ellen a 65. percben gólt szerzett. Október 26-án a Magyar kupában a Cegléd ellen az 55. percben Rezes László szögletét fejelte a hálóba Nikolic. Egy hónappal később 12 perc alatt mesterhármast szerzett a Zalaegerszeg ellen.

## Sikerei, díjai
FK Modriča
- bosnyák bajnok: 2008

Borac Banja Luka
- bosnyák bajnok: 2010, 2011

FK Obilić
- jugoszláv bajnok: 1998
- jugoszláv második helyezett: 1999

Debreceni VSC
- magyar bajnok: 2012
- magyar kupagyőztes: 2012